# Non ci perderemo mai
Non ci perderemo mai è un brano musicale del cantautore italiano  Massimo Di Cataldo, pubblicato nel 1999 come secondo singolo estratto dall'album Dieci.

## Il brano
Con questa canzone Di Cataldo partecipò al Festivalbar 1999.

## Video musicale
L'artista ha curato personalmente la regia del video del brano con la collaborazione di Paolo Monico.

## Tracce
1. Non ci perderemo mai – 4:21
2. Pensa ancora a me – 3:52